# 合興集團

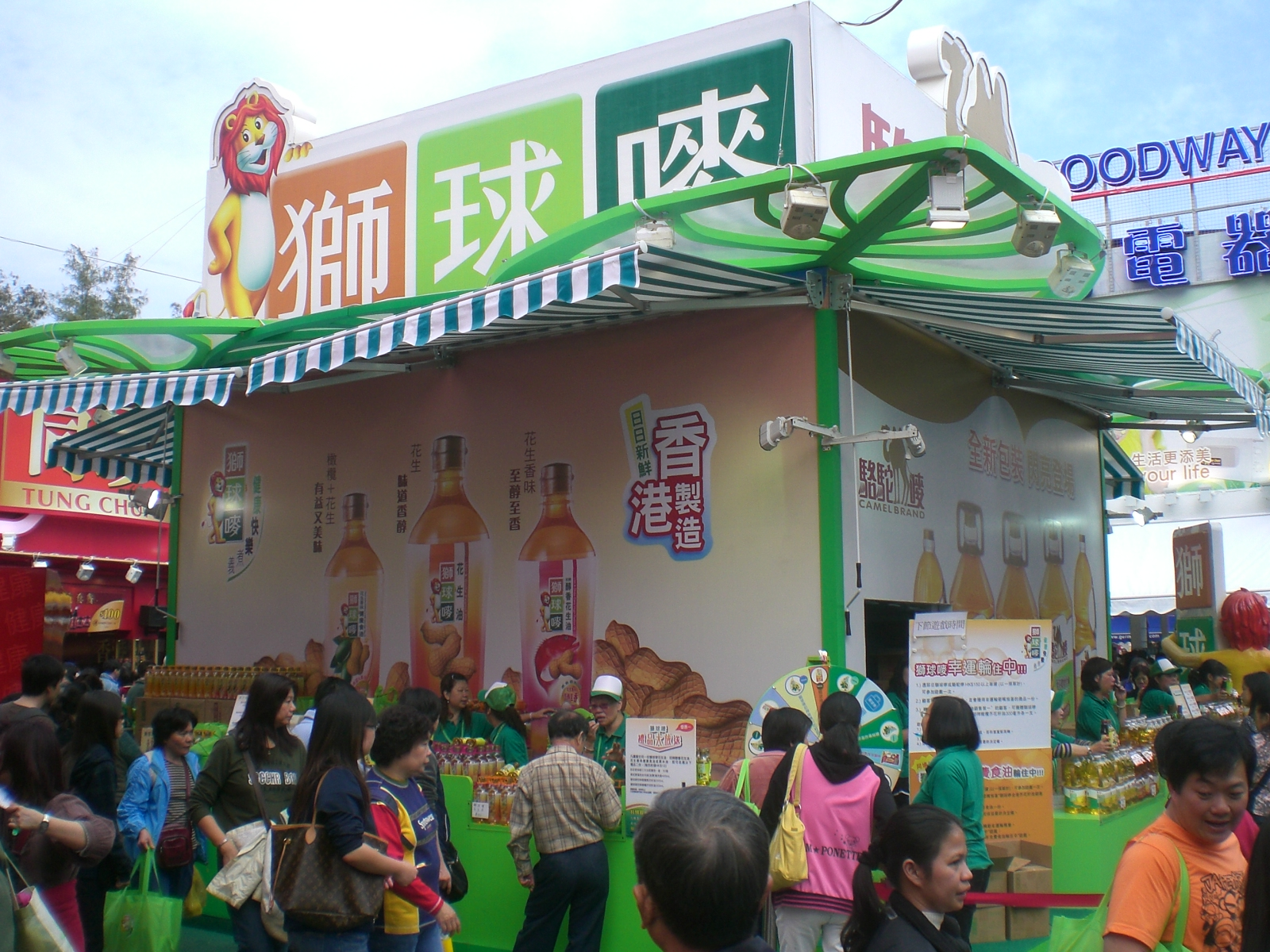
合興「獅球嘜」食用油在2008年工展會的攤位

合興（英語：Hop Hing）是香港一間經營食品業務企業，在1988年曾於香港交易所主板上市（港交所除牌前：47），總部位於元朗區屏山唐人新村。

## 歷史
合興集團由洪克協的祖父洪鶴友創立，他們是廣東潮汕人，合興業務由洪氏家族3代承傳，已經有80多年歷史。現在生產地在中國大陸及香港，自設工廠及碼頭等，一條龍生產。主要產品有花生油、粟米油、芥花籽油、橄欖油等食用油，同时经营快餐、西饼等业务。現任執行董事及行政總裁是洪克協的侄子洪明基（洪克有之子），前獨立非執行董事包括董事會主席司徒振中、香港立法會前議員石禮謙等。
在1998年，超羣餅店清盤，餅卡頓變廢紙。同年由合興集團收購並於7月16日復業。餅卡仍是廢紙。
在2011年12月1日，合興集團以34.75億港元，收購洪氏家族 Summerfield Profits Limited 股權，資產包括在中国东北及華北地區（包括北京、天津）兩家快餐連鎖店吉野家及Dairy Queen的特許經營權。
2012年9月27日，時任董事會主席及大股東洪克協，將4.2億股合興股份捐贈給慈善機構青苗基金，以9月27日收市價0.375元計算，該批股份價值達1.58億港元。
2013年4月25日，合興向大股東洪氏家族全資子公司Harvest Trinity Limited，出售經營食用油業務的Oleo Chartering Inc.全部股權，作價4億港元。
2018年，合興集團取得河南、山西及陝西三省的日式快餐店吉野家獨家經營權。
2021年9月7日，合興集團獲其大股東洪克協、洪明基家族持有的Ocean Ease Global Limited以每股0.08港元提出私有化，較此前0.046港元的收市價高出73.9%。

## 主要品牌
食用油：
- 獅球嘜
- 駱駝嘜
- 麒麟
- 紅桃
- 喜鵲
- 盈樂
- 金鹿
- SS上等食油
- 青島雙鴿

西饼店：
- 超羣

中国东北及華北地區與香港连锁店特許經營權：
- 吉野家香港、北京市、天津市、河北省、遼寧省、黑龍江省，吉林省，內蒙古自治區、河南、山西及陝西
- Dairy Queen

## 外部參考
- 合興集團官方網址 （页面存档备份，存于）